# Julio Edson Uribe
Julio Edson Uribe (Lima, 9 maggio 1982) è un calciatore peruviano, centrocampista del Real Atlético Garcilaso.